# Kiwi (Harry Styles)
Kiwi è un singolo del cantante britannico Harry Styles, pubblicato il 31 ottobre 2017 come terzo estratto dal primo album in studio Harry Styles.